# Старорафалівська сільська рада
Ста́рорафа́лівська сільська́ ра́да — колишній орган місцевого самоврядування в Володимирецькому районі Рівненської області. Адміністративний центр — село Стара Рафалівка.

## Загальні відомості
- Територія ради:  35,554 км²
- Населення ради: 2072 особи (станом на 2025 рік)
- Територією ради протікає річка Стир.

## Населені пункти
Сільській раді підпорядковані населені пункти:
- с. Стара Рафалівка
- с. Бабка

## Склад ради
Рада складається з 12 депутатів та голови.
- Голова ради: Ємельянов Ярослав Володимирович
- Секретар ради: Килюх Наталія Михайлівна

### Керівний склад попередніх скликань
| ПІБ                             | Основні відомості                                                             | Дата обрання | Дата звільнення |
| ------------------------------- | ----------------------------------------------------------------------------- | ------------ | --------------- |
| Вихрик Ольга Миколаївна         | Сільський голова, 1954 року народження, безпартійний                          | 26.03.2006   | 31.10.2010      |
| Таляр Сергій Іванович           | Сільський голова, 1967 року народження, освіта середня загальна, безпартійний | 31.10.2010   | 05.11.2015      |
| Ємельянов Ярослав Володимирович | Сільський голова, 1986 року народження, освіта Вища, безпартійний             | 05.11.2015   | 01.12.2020      |
| Ємельянов Ярослав Володимирович | Староста, 1986 року народження, освіта Вища, безпартійний                     | 01.12.2020   |                 |

Примітка: таблиця складена за даними сайту Верховної Ради України